# 장기호
장기호(1961년 ~ )는 Kio라는 예명으로 알려진 대한민국의 가수 및 작곡가 겸 교수이다. 
1986년 김현식의 3집 음반 중 〈그대와 단둘이서〉라는 곡을 작사 및 작곡 데뷔, 이후 1988년 박성식, 한경훈 등과 함께 빛과 소금으로 음악 그룹 활동을 하기도 했다. 
서울예술대학교 음악학부 실용음악전공 교수(2004~2018).서경대학원과 연세대 영상음악원에서 교육활동을 이어오고있다.
1999년 버클리 음악대학 졸업후 귀국 개인 활동도 병행하고 있으며 Keeho’s Radio/ 장기호 밴드/KiO’s Chagall out Of Town/ KiO & Hodge 등을 발표하였다.
2023년 10월 부터 KiO의 Chagall Town 으로 프로젝트 명을 바꾸고 싱글음원 들을 발표하고 있다.
대표작으로는 "샴푸의 요정", "그대 떠난뒤", "오래된 친구". "그대에게 띄우는 편지". "조바심" 등이 있다.
데뷔 이후 끊임없는  작품활동과  교육활동 그리고 다수의 교육용 저서 등의 공로를 인정받아 2024년 9.25일 미국 오클랜드에 있는 오이코스 대학으로부터 명예박사학위를 받았다.

## 학력
- 영등포고등학교(1990) 졸업
- 서울예술전문대학(1991) 응용미술과 중퇴
- 미국 버클리 음악대학교(1995~1999) 졸업
- 미국 오이코스 대학 명예박사(2024.9)

## 활동

### 작곡
- 김현식 - 〈그대와 단둘이서〉
- 빛과 소금 1집 ~ 현재
- MBC 베스트셀러 극장 (샴푸의 요정, 서울 특파원, 비늘, 연인들, 여자의 방)
- 광고 : 88올림픽 공익광고, 돌핀, 코튼, MBC 캠페인 '잠깐만', CBS 캠페인 '함께 해요'
- 뮤지컬 : 송 앤 댄스(1986), 토요일 밤의 열기(2003), 테세우스(2004) 등 다수의 음악 작곡, 연주, 편곡, 제작 및 음악감독

### 음반
- 김현식 3집 (1986년)
- 사랑과 평화 4집 (1988년)
- 사랑과 평화 캐롤앨범 (1988년)
- 빛과 소금 1집 《빛과 소금 Vol.1》 (1988년)
- 빛과 소금 2집 《내 곁에서 떠나가지 말아요》 (1991년)
- 빛과 소금 3집 《빛과 소금 3》 (1992년)
- 빛과 소금 4집 《오래된 친구》 (1994년)
- 빛과 소금 5집 《다시 나를》 (1995년)
- 빛과 소금 드라마 음악 (1992년)
- 빛과 소금 언플러그드 (1992년)
- KeEho's RaDIO (2002년)
- 장기호밴드 1집 《When I Think Of U》 (2004년)
- Chagall Out Of Town (2007년)
- KIO & HODGE PROJECT - THE LAND OF MORNING CALM (2009년)
- 빛과소금6집"Blue Sky"(2022)
- KiO's Chagall Town2023.10~ (Single Series)

### 저서
- 찬송가 재즈피아노 반주곡집(2006년)
- 실전재즈화성 (2008년)
- 내노래는 내가 만든다 (2009년) - 장기호의 코드스터디
- 내노래는 내가 꾸민다 (2011년) - 장기호의 대중음악 작곡법
- 팝잇업(2018) 만화로 보는 실용음악
- 나는 모드로 작곡한다 (2017년)
- 스코멜 화성학(2024)출간 예정

### 방송
- CBS 라디오 《꿈과 음악 사이에》진행 (1992-1993)
- MBC 라디오 《별이 빛나는 밤에》 고정 패널(1993)
- SBS 《자니윤쇼》
- MBC 《음악이 있는 곳에》
- CBS 라디오 《CCM CAMP》 진행 (2003-2006)
- MBC 《서바이벌 나는 가수다》 (2011년) 자문위원장
- MBC 《미스터리 음악쇼 복면가왕》 - 마더파더 젠틀맨

## 인간 관계
- 절친한 관계로는 박성식, 김종진, 전태관, 김광민, 한상원, 정원영, 강호정과 1987년 사망한 유재하가 있다.